# Apollo 20
Apollo 20 war ein geplanter Mondflug im Rahmen des Apollo-Programms der NASA. Der Flug wurde im Januar 1970 aus finanziellen Gründen abgesagt.

## Zeitplan und Landeplatz
Kurz nach der erfolgreichen Mondlandung von Apollo 11 verkündete die NASA am 29. Juli 1969 das weitere Programm. Demnach war Apollo 20 für Dezember 1972 vorgesehen und sollte im Descartes-Hochland landen. Bei einer Umplanung im Oktober 1969 wurde dann für diese letzte geplante Apollo-Mission der wissenschaftlich reizvolle, aber schwierig zu erreichende Krater Tycho als Landepunkt angegeben, ersatzweise auch der Krater Copernicus. Der Start sollte nicht vor Februar 1973 erfolgen.
Doch schon im Januar 1970, noch vor dem Unglück von Apollo 13, wurde Apollo 20 aus dem Programm gestrichen, so dass Apollo 19 nun den vorläufigen Schlusspunkt bilden sollte.

## Eine Rakete zu wenig
Die Entscheidung, Apollo 20 zu streichen, mag auch dadurch erleichtert worden sein, dass die NASA eine Mission mehr geplant hatte, als Saturn-V-Raketen zur Verfügung standen.
Nach der gelungenen Mondlandung von Apollo 11 hatte die NASA noch neun weitere Mondflüge bis zu Apollo 20 vorgesehen, wofür neun Saturn V benötigt wurden.
Das Apollo Applications Program (AAP), das Raumflüge mit erweitertem Profil vorsah, hatte seine Planungen im Sommer 1969 auf eine einzige Raumstation reduzieren müssen. Dieser Orbital Workshop (OWS), der später den Namen Skylab erhielt, sollte mit einer zweistufigen Saturn V gestartet werden.
Diese Pläne erforderten zusammen zehn weitere Raketen vom Typ Saturn V, zusätzlich zu den sechs, die im Apollo-Programm bereits verwendet worden waren. Beauftragt waren dagegen insgesamt nur 15 flugfähige Raketen mit den Seriennummern SA-501 bis SA-515. Schon im August 1968 hatte die NASA die Vorarbeiten für weitere Exemplare einstellen lassen.
Als sich abzeichnete, dass sich das NASA-Budget weiter verringern würde, konnte man auch nicht mehr darauf hoffen, eine 16. Rakete zu finanzieren.
Im Januar 1970 wurde die Diskrepanz in der Planung beseitigt, indem Apollo 20 gestrichen wurde. Gleichzeitig legte die NASA fest, dass Skylab mit den ersten beiden Stufen der SA-513 in die Erdumlaufbahn gebracht werden sollte.
Die dritte Stufe der SA-513 wurde als Ersatz für Skylab zurückbehalten. Sie ist heute im Smithsonian ausgestellt.

## Raumschiff und Mondfähre
Das vorgesehene Apollo-Raumschiff CSM-116 war noch in einer frühen Phase der Produktion, so dass es noch für einen Einsatz in einer Skylab-Mission umgebaut werden konnte. Dies betraf unter anderem die SIM-Bay, die in früheren Missionen verschiedene Experimente für die Mondumlaufbahn enthielt sowie die Energieversorgung des Raumschiffes. Das CSM-116 wurde schließlich im Mai 1973 für Skylab 2 eingesetzt.
Die für Apollo 20 vorgesehene Mondlandefähre LM-14 wurde nicht fertiggestellt.

## Geplante Besatzung
Eine Besatzung wurde offiziell nie bekannt gegeben, so dass darüber nur spekuliert werden kann. Auch die Ersatzmannschaft von Apollo 17, die sich berechtigte Hoffnungen für eine Nominierung hätte machen können, war zum Zeitpunkt der Flugstreichung noch nicht eingeteilt.
Als potentielle Mannschaft werden heute oft Charles Conrad als Kommandant, Paul Weitz als Pilot der Kommandokapsel und Jack Lousma genannt.